# Олевін (Малопольське воєводство)
Олевін (пол. Olewin) — село в Польщі, у гміні Олькуш Олькуського повіту Малопольського воєводства.
Населення — 417 осіб (2011).
У 1975-1998 роках село належало до Катовицького воєводства.

## Демографія
Демографічна структура станом на 31 березня 2011 року:
|          | Загалом | Допрацездатний вік | Працездатний вік | Постпрацездатний вік |
| -------- | ------- | ------------------ | ---------------- | -------------------- |
| Чоловіки | 200     | 51                 | 127              | 22                   |
| Жінки    | 217     | 42                 | 127              | 48                   |
| Разом    | 417     | 93                 | 254              | 70                   |